# Jorge Liria
Jorge Alberto Liria Rodríguez (Carrizal de Ingenio, Gran Canaria,  20 de junio de 1965) es un editor, periodista e historiador español.Presidente de Greca, Gremio de Industrias editoriales de Canarias.

## Trayectoria
Licenciado en Geografía e Historia por la Universidad de La Laguna, es especialista en Biblioteconomía y Documentación. Ha trabajado como periodista tanto como redactor así como jefe de sección en los periódicos Diario de Las Palmas y La Provincia así como en diferentes gabinetes de prensa. Además, ha colaborado en distintos medios de comunicación nacional.
Esta actividad profesional la ha compaginado con la actividad editorial en Canarias, donde ha fundado varias sellos editoriales: Anroart Ediciones en 2004, Beginbook Ediciones en 2006, y en noviembre de 2012, Mercurio Editorial. A estos sellos se sumó un cuarto, Words for World.
En el ámbito investigador, Liria está vinculado al Departamento de Historia Contemporánea de la Universidad Nacional de Educación a Distancia (UNED), donde ha colaborado en proyectos de investigación con la Universidad de Las Palmas de Gran Canaria, la Universidad Complutense de Madrid (UCM) y el Comité de Estudios Africanos de la Universidad de Harvard, entre otras instituciones del ámbito académico. Ha participado con trabajos de investigación en diversos congresos, seminarios y jornadas especializadas, tanto a nivel nacional como internacional. Es autor de diversos libros sobre historia y geografía y coautor en varios títulos sobre la misma temática. Ha publicado artículos sobre historia en revistas y periódicos.

## Reconocimientos
La Casa-Museo León y Castillo, dependiente del Cabildo Insular de Gran Canaria y ubicada en el municipio de Telde, acogió en 2017 una muestra en la que se realizó un recorrido sobre la trayectoria y labor editorial de Liria en los últimos años. La exposición contó con un total de cincuenta libros de los cuatro sellos impulsados por el editor desde 2004.
En junio de 2021, recibió el Galardón Océano, que otorga la Sociedad Atlántica de Oceanógrafos en reconocimiento a "la labor individual de personas, empresas y comunidades, asociaciones o instituciones, realizada en favor de la promoción de las ciencias marinas y/o la protección de los mares y océanos y de la vida que estos soportan, a lo largo de toda una trayectoria vital o profesional".

## Obra
- 1998 - Canarias y el 98. Ayuntamiento de Telde.
- 2002 - Memoria Insular. Cabildo Insular de Gran Canaria.
- 2003 - El Pino. Historia, tradición y espiritualidad canaria. Editorial Prensa Canaria.
- 2003 - El general Luis Martí Barroso. Biografía de un militar de la Restauración. Asociación para la Difusión de la Cultura y el Arte. ISBN 978-84-607-7193-7.
- 2003 - Canarias-Guinea Ecuatorial. La realidad de unas históricas relaciones (1455-1931). Asociación para la Difusión de la Cultura y el Arte. ISBN 978-84-607-8698-6.
- 2003 - El agua en Gran Canaria. Agrupación Canaria de Jóvenes Agricultores. ISBN 978-84-607-7194-4.
- 2004 - La peculiar administración española en Filipinas 1890-1898. Asociación para la Difusión de la Cultura y el Arte. ISBN 978-84-609-0824-1.
- 2004 - Historia ilustrada de Canarias con Fernando Martínez. Asociación para la Difusión de la Cultura y el Arte. ISBN:978-84-609-0823-4.
- 2007 - La Virgen del Pino a través de la prensa (1893-2000). Anroart Ediciones. ISBN 978-84-96577-66-4.
- 2007 - Las bajadas de la imagen de la Virgen del Pino a Las Palmas en el siglo XX. Anroart Ediciones. ISBN 978-84-96887-02-2.
- 2009 - Capturando destellos, con Sergio Gil Gil, Anroat Ediciones. ISBN 978-84-92628-47-6.
- 2013 - La II República y sus primeros representantes. Mercurio Editorial. ISBN 978-84-96887-00-8.
- 2015 - Cómplices con la historia. De los británicos a la economía del Franquismo, Beginbook. ISBN 978-84-944069-1-1.
- 2015 - 44 conductas punibles con la ley de protección de la seguridad ciudadana y cinco. Beginbook. ISBN 978-84-944275-4-1.
- 2016 - Emigración de pintores y escultores canarios a Venezuela, Mercurio Editorial. ISBN 978-84-946388-5-5.
- 2016 - La prensa en Gran Canaria (1809-1931), Mercurio Editorial. ISBN 978-84-945587-9-5.